# Shuga
Shuga, também conhecida como MTV Shuga, é uma série de televisão que estrou em novembro de 2009 na MTV Base como parte de uma campanha de conscientização sobre HIV/AIDS apelidada de "MTV Staying Alive Ignite!"
Suas duas primeiras temporadas foram encomendadas pela MTV Networks Africa em associação com a Fundação MTV Staying Alive, do Plano de Emergência do Presidente dos Estados Unidos para o Alívio da AIDS (PEPFAR), Partnership for an HIV-Free Generation/Kenya (HFG/K) e o Governo do Quênia. Mais tarde, tornou-se um sucesso e foi ao ar em 40 países africanos diferentes antes de ser transmitido internacionalmente em mais de 70 emissoras de televisão. 
A série recebeu um Gold Award em maio de 2010 no World Media Festival, em Hamburgo, na Alemanha.
Em 2013, a produção da série foi transferida para a Nigéria, onde a terceira temporada e as subsequentes foram gravadas. Foi produzido em parceria com a "Agência Nacional para o Controle da Aids" (NACA) da Nigéria. A 3 ª temporada de Shuga foi transmitida através de 88 emissoras de televisão em todo o mundo, com uma audiência estimada de mais de 500 milhões de pessoas.